# Altınçevre

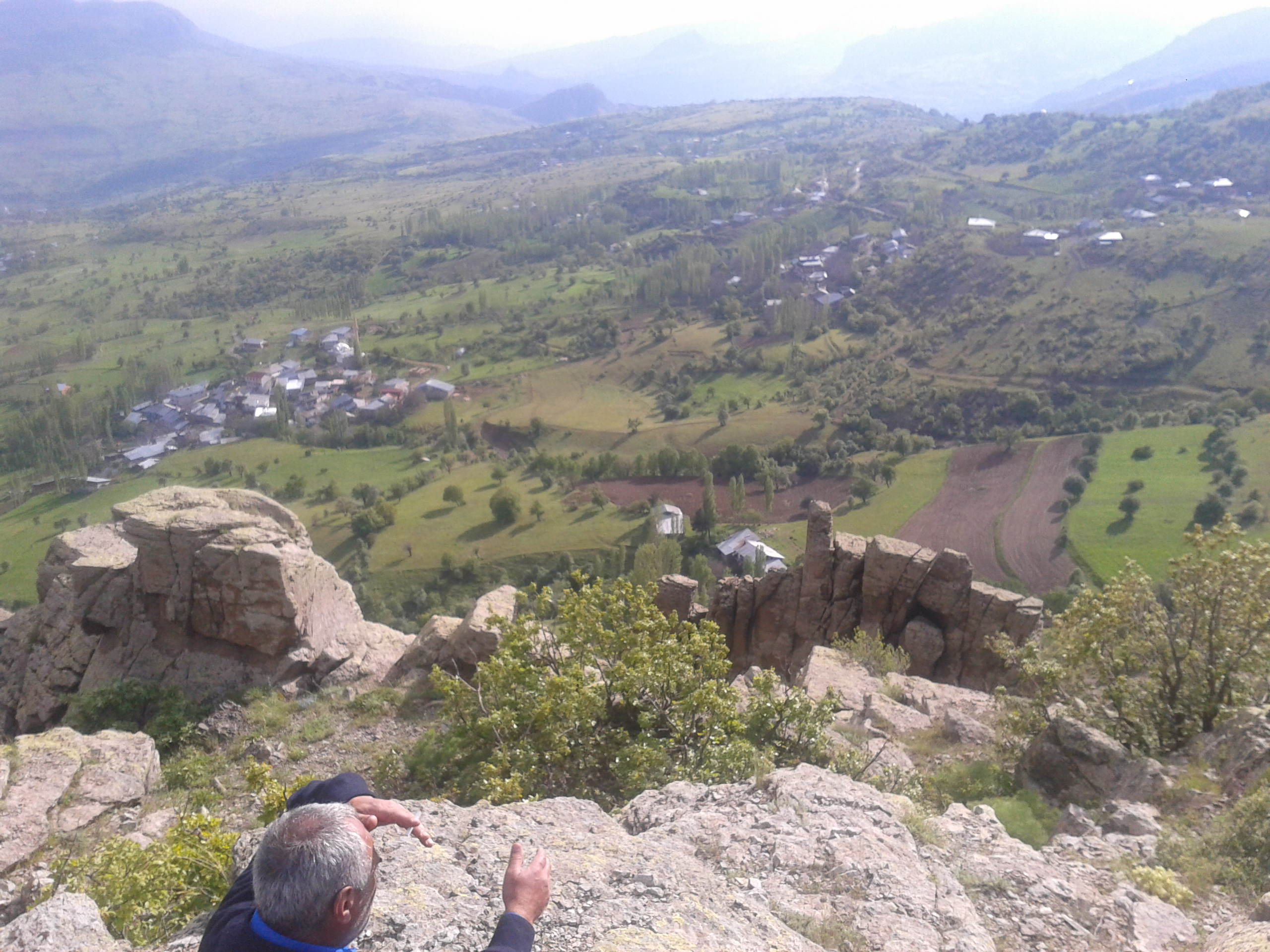
Altınçevre (2016)

Altınçevre (türkisch für goldene Gegend) ist eine Ortschaft (Köy) im Landkreis Hozat der türkischen Provinz Tunceli. Im Jahr 2011 zählte Altınçevre 92 Einwohner.